# كيل اوكبوسو
كيل اوكبوسو (بالإنجليزية: Kyle Okposo)‏ (و. 1988  م) هو لاعب هوكي الجليد أمريكي، ولد في سانت باول، مينيسوتا، مركز لعبه هو جناح ‏.

## التعليم
تعلم في جامعة منيسوتا.

## روابط خارجية
- كيل اوكبوسو على موقع دوري الهوكي الوطني (الإنجليزية)
- كيل اوكبوسو على موقع قاعة مشاهير الهوكي (لاعب أن.إتش.أل) (الإنجليزية)
- كيل اوكبوسو على موقع EliteProspects.com (الإنجليزية)
- كيل اوكبوسو على موقع HockeyDB.com (الإنجليزية)
- كيل اوكبوسو على موقع Hockey-Reference.com (الإنجليزية)